# Erysimum forrestii
Erysimum forrestii là một loài thực vật có hoa trong họ Cải. Loài này được (W.W.Sm.) Polatschek mô tả khoa học đầu tiên năm 1994.